# 19159 Taenakano
19159 Taenakano este o planetă minoră (asteroid), cu un diametru de 6,708 km, din centura de asteroizi. A fost descoperită pe 10 octombrie 1990 la Kitami de Kin Endate. 
Obiectul prezintă o orbită caracterizată de o semiaxă mare de 2,7675138 UAi, o excentricitate de 0,06, o înclinație de 8,49402 ° în raport cu ecliptica.